# 梅彼德
梅彼德（台譯：彼德·梅澤、英語：Peter Maize）是香港前新聞工作者，曾有「新聞王子」之綽號。他在80年代加入無綫電視新聞部任職港聞記者及主播，後於1993年轉投有線電視英語新聞台，其後離開新聞界，他現在開始編輯成為《Zoom Out》（譯名：放遠之都），也是首次撰寫小說之一。
他現時是CBN新聞主播及記者。